# Harry Johnston
Pour les articles homonymes, voir Harry Johnston (homonymie) et Johnston.
Henry « Harry » Hamilton Johnston, né le 12 juin 1858 à Kennington et mort le 31 août 1927 à Worksop, est un explorateur, militaire, botaniste, peintre, écrivain et administrateur colonial britannique. Il est l'un des principaux acteurs de la « course à l'Afrique » qui a eu lieu à la fin du XIXe siècle.

## Biographie
Élève du King's College de Londres puis étudiant en peinture à la Royal Academy, il s'intéresse pendant cette période aux voyages, en Europe et en Afrique et notamment en Tunisie.
En 1882, il va en Angola avec le Comte de Mayo et rencontre Henry Morton Stanley au Congo belge, devenant l'un des premiers européens — après Stanley — a visiter plus loin que le Pool Malebo sur le fleuve Congo, alors appelé « Stanley Pool ». Sa réputation montante lui permet de diriger une expédition en 1884 au Kilimanjaro sous l'égide de la Royal Geographical Society et la British Association for the Advancement of Science. Lors de cette expédition, il conclut des traités qui serviront pour la Compagnie britannique impériale d'Afrique de l'Est. À la suite de cette expédition, il trace, en 1886, la première carte relative à la notion d'expansion bantoue,.
En octobre 1886, il est nommé vice-consul du Cameroun et de la région du delta du Niger matant le chef local Jaja d'Opobo. À Londres en 1888, il rencontre Robert Arthur Talbot Gascoyne-Cecil qui l'aidera à jeter les bases du chemin de fer Le Cap-Le Caire qu'il annoncera dans The Times anonymement.

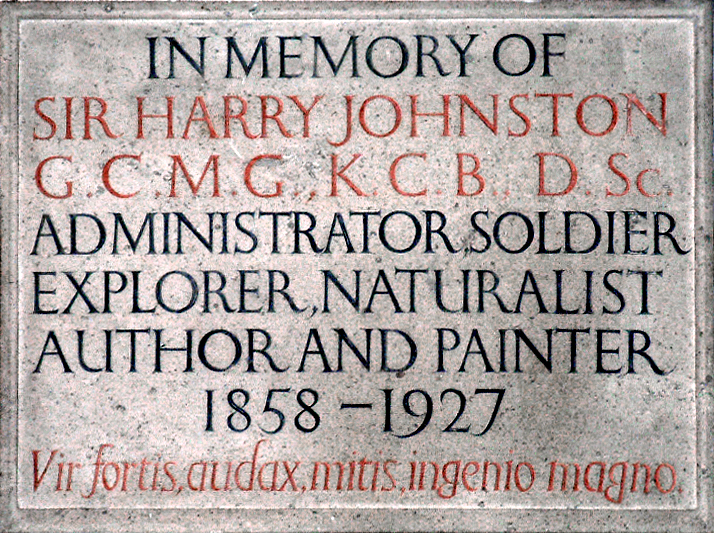
Plaque en mémoire de Johnston

En 1889, il est envoyé à Lisbonne pour négocier les sphères d'influence entre le Portugal et le Royaume-Uni en Afrique, puis au Mozambique comme consul. De là, il va au lac Malawi où il règle un conflit. Il signale la présence de Serpa Pinto (chef souverainiste) ce qui engendre une crise entre les deux pays et conduit à l'établissement du Protectorat britannique d'Afrique centrale qu'il dirige un temps.
Pour Cecil Rhodes et la British South Africa Company, il envoie Alfred Sharpe pour obtenir un traité avec M'Siri dans la région du Katanga, proche des sphères d'influences de l'État indépendant du Congo belge et en infraction avec la conférence de Berlin. Échouant, Sharpe obtient quand même un traité avec Kazembe et d'autres chefs locaux. L'envoi de l'expédition Stairs par Léopold II de Belgique pose de nouveau problème à la région avec la réprobation des Anglais.

## Travaux
- The River Congo (1884)
- The Kilema-Njaro Expedition (1886)
- British Central Africa (1897)
- The Colonization of Africa (1899)
- The Uganda Protectorate (1902)
- The Nile Quest: The Story of Exploration (1903)
- Liberia (1906)
- George Grenfell and the Congo (1908)
- The Negro in the New World (1910)
- A Comparative Study of the Bantu and Semi-Bantu Languages (1919, 1922)
- The Gay-Dombeys (1919) - une suite à Dombey and Son de Charles Dickens
- Mrs. Warren's Daughter - une suite à Mrs. Warren's Profession de George Bernard Shaw
- The Backward Peoples and Our Relations with Them (1920)
- The Story of my Life (1923) - autobiographie
- The Veneerings - une suite à Our Mutual Friend de Charles Dickens